# 沈嘉奕
沈嘉奕（英語：Shen, Timothy Ka Yip，1961年—），現為陸東資產管理有限公司集團主席。

## 學歷及資格
沈先生在西門菲莎大學畢業，獲頒工商管理碩士學位。
他亦獲香港公開大學頒發中國商法法律碩士學位。
他為香港會計師公會（「香港會計師公會」）資深會員、美國執業會計師、認可財務策劃師及加拿大財務策劃師協會(Canadian Institute of Financial Planning)會員。

## 工作
曾於美林證券、普華永道任職。

### 金蛋集團有限公司
在2005年9月29日與幾個朋友合夥成立金蛋集團有限公司 (2012年10月5日已更名為 CHINA POST MEDIA COMPANY LIMITED)。
金蛋集團初期以投資房地產和股票為主，后來轉向投資碼頭、公路、能源、媒體等。公司在2012年時主力培育時裝「集合店」勇俊控股（Handsome Hero）。

### 勇俊控股(香港)有限公司
勇俊控股(香港)有限公司在2009年12月23日成立。現已清盤。沈嘉奕是勇俊控股首席執行官。

### 港深聯合物業管理（控股）有限公司
於2015年2月6日獲
委任為港深聯合物業管理（控股）有限公司執行董事

於2016年1月22日辭任。

### 友利控股有限公司
沈先生曾任友利控股有限公司（現稱華誼騰訊娛樂有限公司）的署理行政總裁、執行董事兼財務總監。
公司的業務範圍包括節目製作和一個中國本土電視台的運作。

### Fortune Oil Holdings Limited
曾任 Fortune Oil Holdings Limited的財務總監。

### 招商局國際有限公司
曾任招商局國際有限公司（現稱招商局港口控股有限公司）的副總經理。

## 公職

### 香港
於2006年至2013年，沈先生獲委任為香港貿易發展局多個界別的諮詢委員會成員。
於2013年10月，獲委任為香港綠色建築議會上訴委員會成員。他亦曾被任命為香港房屋委員會上訴委員會成員、環促會上訴委員會成員、香港特別行政區政府稅務委員會成員。
於2014年2月，沈先生獲委任為香港會計師公會紀律小組（法定委員會）成員。

### 内地
自2012年11月起，沈先生出任中國吉林省長春市中國人民政治協商會議委員。